# Inge Ståhlgren
Inge Ture Gösta Ståhlgren, född 22 maj 1952 i Korsberga församling i Jönköpings län, är en svensk politiker (socialdemokrat). Han var riksdagsledamot (tjänstgörande ersättare) 2020–2021 för Södermanlands läns valkrets.
Ståhlgren var tjänstgörande ersättare i riksdagen för Fredrik Olovsson 2 oktober 2020 – 8 september 2021. I riksdagen var Ståhlgren suppleant i arbetsmarknadsutskottet, civilutskottet, finansutskottet, justitieutskottet, kulturutskottet, miljö- och jordbruksutskottet, näringsutskottet, skatteutskottet, socialförsäkringsutskottet, socialutskottet, trafikutskottet och utbildningsutskottet.